# فصیح یاسمنی
فصیح یاسمنی (زاده ۱۳۶۰، درگذشته ۱۶ دی ماه۱۳۸۸)، شهروند کرد ایرانی که به جرم محاربه به اعدام محکوم و در تاریخ ۱۶ دی ماه ۱۳۸۸ اعدام شد. او اهل روستای هندوانه از توابع خوی بود.

## بازداشت و اعدام
فصیح یاسمنی در سال 1386 به همراه پنج هم روستایی خود بازداشت شد. او در دادگاهی در شعبه 1 دادگاه انقلاب مورد محاکمه قرار گرفت. او متهم شده بود که در اپوزیسیون کرد نقش فعال داشته و برای همین به محارمه متهم شده بود. او در همان شعبه به اعدام محکوم شد. بعدا وی به این رای اعتراض کرد اما دادگاه تجدیدنظر نیز او را به اعدام محکوم نمود. او که خود در اعترافات خود به عضویت در این سازمان اعتراف کرده بود، در دادگاه اعترافات خود را تحت شکنجه عنوان کرد. پدر او که به همراه وی بازداشت شده بود، به دو سال حبس محکوم شد. بعد از اعدام او، «حزب حیات آزاد کردستان» موسوم به پژاک، او را یکی از اعضای کادری خود معرفی کرد.
پس از صدور حکم اعدام، این حکم در دیوان عالی کشور نیز مورد تایید قرار گرفت. در نهایت در دی 1388، با وجود ابتلا به بیماری صرع، حکم اعدام او اجرا گردید. این اعدام حدوداً یک ماه و نیم بعد از اعدام احسان فتاحیان، زندانی سیاسی ۲۸ ساله کرد ایرانی در سنندج انجام شد.
گفته شده است که زندان خوی از تحویل جسد فصیح یاسمنی به خانواده اش خودداری کرده‌اند و اعلام شده است که 6 ماه بعد از اعدام، محل دفن او به خانواده‌اش اعلام خواهد شد.

## واکنش‌ها
- سازمان حقوق بشر کردستان سال ۱۳۸۷ در بیانیه ای در مورد حکم اعدام فصیح یاسمنی به اتهام محاربه ابراز نگرانی کرد و از مسئولان قوه قضاییه خواسته بود تا حکم اعدام یاسمنی را لغو کنند.[۱۳]
- پس از اجرای حکم اعدام او، نامه‌ی‌ سرگشاده‌ای از سوی سازمان دفاع از حقوق بشر کردستان به رییس قوه قضاییه وقت جمهوری اسلامی ایران نوشته شد و به اجرای اعدام، اعتراض شد.[۶]
- کوردیناسیون «حزب حیات آزاد کردستان, پژاک» به مناسبت سالگرد اعدام فصیح یاسمنی، پیام یادبود صادر کرد و او را یکی از اعضای کادری این حزب معرفی نمود. در بخشی از متن این حزب آمده است: «رفیق فصیح یاسمنی هم یکی از کادرهای پایبند بود که در زندان اشغالگران کردستان در چنین روزی ولی یک سال قبل از رفیق هیمن اعدام گردید. خود وی می‌گوید:«رفقا, این جهان گذراست, پس برای خلقمان کاری بکنیم». در حقیقت رفیق فصیح با جسارت و اعتقادی راسخ در فعالیت‌های سازماندهی جوانان در شهر قطور و همه روستاهای آن و شهر خوی, نقشی مؤثر داشت.»[۱۴]